# Jan Fucik
Jan Fucik – austriacki brydżysta, World Life Master w kategorii Open (WBF), European Grand Master i European Champion w kategorii Open (EBL).

## Wyniki brydżowe

### Olimpiady
Na olimpiadach uzyskała następujące rezultaty:
| Olimpiady brydżowe. Zawody teamów | Olimpiady brydżowe. Zawody teamów | Olimpiady brydżowe. Zawody teamów | Olimpiady brydżowe. Zawody teamów | Olimpiady brydżowe. Zawody teamów | Olimpiady brydżowe. Zawody teamów |
| Rok                               | Miejsce                           | Zawody                            | Kategoria                         | Drużyna                           | Pozycja                           |
| --------------------------------- | --------------------------------- | --------------------------------- | --------------------------------- | --------------------------------- | --------------------------------- |
| 2012                              | Lille                             | 2. Olimpiada Sportów Umysłowych   | Open                              | Austria                           | 17                                |
| 2008                              | Pekin                             | 1. Olimpiada Sportów Umysłowych   | Open                              | Austria                           | 25                                |
| 1992                              | Salsomaggiore                     | 9. Olimpiada Teamów               | Open                              | Austria                           | 9                                 |
| 1988                              | Wenecja                           | 8. Olimpiada Teamów               | Open                              | Austria                           | 2                                 |
| 1984                              | Seattle                           | 7. Olimpiada Teamów               | Open                              | Austria                           | 4                                 |

### Zawody światowe
W światowych zawodach zdobyła następujące lokaty:
| Mistrzostwa Świata. Konkurencja teamów | Mistrzostwa Świata. Konkurencja teamów | Mistrzostwa Świata. Konkurencja teamów | Mistrzostwa Świata. Konkurencja teamów | Mistrzostwa Świata. Konkurencja teamów | Mistrzostwa Świata. Konkurencja teamów |
| Rok                                    | Miejsce                                | Zawody                                 | Kategoria                              | Drużyna                                | Pozycja                                |
| -------------------------------------- | -------------------------------------- | -------------------------------------- | -------------------------------------- | -------------------------------------- | -------------------------------------- |
| 1990                                   | Genewa                                 | 8. Mistrzostwa Świata                  | Open                                   | Feichtinger                            | 17                                     |
| 1986                                   | Miami Beach                            | 7. Mistrzostwa Świata                  | Open                                   | Meinl                                  | 22                                     |
| 1985                                   | São Paulo                              | 27. Mistrzostwa Świata Teamów          | Open                                   | Austria                                | 2                                      |

| Mistrzostwa Świata. Konkurencja par | Mistrzostwa Świata. Konkurencja par | Mistrzostwa Świata. Konkurencja par | Mistrzostwa Świata. Konkurencja par | Mistrzostwa Świata. Konkurencja par | Mistrzostwa Świata. Konkurencja par |
| Rok                                 | Miejsce                             | Zawody                              | Kategoria                           | Partner                             | Pozycja                             |
| ----------------------------------- | ----------------------------------- | ----------------------------------- | ----------------------------------- | ----------------------------------- | ----------------------------------- |
| 1986                                | Miami Beach                         | 7. Mistrzostwa Świata               | Miksty                              | Maria Kirner                        | 8                                   |

| Mistrzostwa Świata. Konkurencja indywidualna | Mistrzostwa Świata. Konkurencja indywidualna | Mistrzostwa Świata. Konkurencja indywidualna | Mistrzostwa Świata. Konkurencja indywidualna | Mistrzostwa Świata. Konkurencja indywidualna | Mistrzostwa Świata. Konkurencja indywidualna |
| Rok                                          | Miejsce                                      | Zawody                                       | Kategoria                                    | Pozycja                                      |                                              |
| -------------------------------------------- | -------------------------------------------- | -------------------------------------------- | -------------------------------------------- | -------------------------------------------- | -------------------------------------------- |
| 1998                                         | Ajaccio                                      | 4. Indywidualne Mistrzostwa Świata           | Open                                         | 37                                           |                                              |
| 1996                                         | Paryż                                        | 3. Indywidualne Mistrzostwa Świata           | Open                                         | 39                                           |                                              |
| 1994                                         | Paryż                                        | 2. Indywidualne Mistrzostwa Świata           | Open                                         | 19                                           |                                              |
| 1992                                         | Paryż                                        | 1. Indywidualne Mistrzostwa Świata           | Open                                         | 2                                            |                                              |

### Zawody europejskie
W europejskich zawodach zdobyła następujące lokaty:
| Zawody europejskie. Konkurencja teamów | Zawody europejskie. Konkurencja teamów | Zawody europejskie. Konkurencja teamów   | Zawody europejskie. Konkurencja teamów | Zawody europejskie. Konkurencja teamów | Zawody europejskie. Konkurencja teamów |
| Rok                                    | Miejsce                                | Zawody                                   | Kategoria                              | Drużyna                                | Pozycja                                |
| -------------------------------------- | -------------------------------------- | ---------------------------------------- | -------------------------------------- | -------------------------------------- | -------------------------------------- |
| 2014                                   | Abacja                                 | 52. Mistrzostwa Europy Teamów            | Open                                   | Austria                                | 21                                     |
| 2013                                   | Ostenda                                | 6. Otwarte Mistrzostwa Europy            | Open                                   | Austria                                | 53                                     |
| 2012                                   | Dublin                                 | 51. Mistrzostwa Europy Teamów            | Open                                   | Austria                                | 27                                     |
| 2010                                   | Ostenda                                | 50. Mistrzostwa Europy Teamów            | Open                                   | Austria                                | 19                                     |
| 2009                                   | San Remo                               | 4. Otwarte Mistrzostwa Europy            | Open                                   | Fucik                                  | 53                                     |
| 2008                                   | Pau                                    | 49. Mistrzostwa Europy Teamów            | Open                                   | Austria                                | 23                                     |
| 2007                                   | Antalya                                | 3. Otwarte Mistrzostwa Europy            | Open                                   | Purkarthofer                           | 17                                     |
| 1998                                   | Akwizgran                              | 5. Mistrzostwa Europy Mikstów            | Miksty                                 | Fucik                                  | 24                                     |
| 1990                                   | Bordeaux                               | 1. Mistrzostwa Europy Mikstów            | Miksty                                 | Bamberger                              | 8                                      |
| 1989                                   | Turku                                  | 39. Mistrzostwa Europy Teamów            | Open                                   | Austria                                | 5                                      |
| 1988                                   | Kopenhaga                              | 5. Puchar Europy Philip Morris           | Open                                   | Austria                                | 1                                      |
| 1987                                   | Brighton                               | 38. Mistrzostwa Europy Teamów            | Open                                   | Austria                                | 14                                     |
| 1985                                   | Salsomaggiore                          | 37. Mistrzostwa Europy Teamów            | Open                                   | Austria                                | 1                                      |
| 1980                                   | Kefar ha-Makkabbi                      | 7. Młodzieżowe Mistrzostwa Europy Teamów | Juniorzy                               | Austria                                | 7                                      |
| 1976                                   | Lund                                   | 5. Młodzieżowe Mistrzostwa Europy Teamów | Juniorzy                               | Austria                                | 1                                      |

| Zawody europejskie. Konkurencja par | Zawody europejskie. Konkurencja par | Zawody europejskie. Konkurencja par | Zawody europejskie. Konkurencja par | Zawody europejskie. Konkurencja par | Zawody europejskie. Konkurencja par |
| Rok                                 | Miejsce                             | Zawody                              | Kategoria                           | Partner                             | Pozycja                             |
| ----------------------------------- | ----------------------------------- | ----------------------------------- | ----------------------------------- | ----------------------------------- | ----------------------------------- |
| 2007                                | Antalya                             | 3. Otwarte Mistrzostwa Europy       | Open                                | Gunther Purkarthofer                | 179                                 |
| 2005                                | Teneryfa                            | 2. Otwarte Mistrzostwa Europy       | Mikst                               | Chantal Hammerli                    | 215                                 |
| 2002                                | Ostenda                             | 7. Mistrzostwa Europy Mikstów       | Mikst                               | Ilse-Betina Artmer                  | 135                                 |
| 1998                                | Akwizgran                           | 5. Mistrzostwa Europy Mikstów       | Mikst                               | Sylvia Terraneo                     | 40                                  |
| 1996                                | Monte Carlo                         | 4. Mistrzostwa Europy Mikstów       | Mikst                               | Anzawa                              | 162                                 |
| 1995                                | Rzym                                | 8. Mistrzostwa Europy Par           | Open                                | Fritz Kubak                         | 7                                   |
| 1994                                | Barcelona                           | 3. Mistrzostwa Europy Mikstów       | Miksty                              | Frischeis                           | 46                                  |
| 1992                                | Ostenda                             | 2. Mistrzostwa Europy Mikstów       | Mikst                               | Hannelore Thomasberger              | 215                                 |
| 1989                                | Salsomaggiore                       | 5. Mistrzostwa Europy Par           | Open                                | Fritz Kubak                         | 88                                  |
| 1987                                | Paryż                               | 4. Mistrzostwa Europy Par           | Open                                | Franz Terraneo                      | 88                                  |
| 1985                                | Monte Carlo                         | 3. Mistrzostwa Europy Par           | Open                                | Franz Terraneo                      | 2                                   |

## Klasyfikacja
- Jan Fucik – klasyfikacja WBF (ang.)
- Jan Fucik – klasyfikacja EBL (ang.)